# Owen D. Young
Owen Daniel Young (27 oktober 1874 - 11 juli 1962) was een Amerikaanse industrieel, zakenman en advocaat. Hij staat bekend om het plan voor Duitse herstelbetalingen van de Eerste Wereldoorlog, bekend als het Young-plan, en om de oprichting van de Radio Corporation of America (RCA). Young richtte RCA op als een dochteronderneming van General Electric in 1919; hij werd de eerste voorzitter en bleef in die functie tot 1929.

## Biografie

### Jonge jaren en gezin
Owen D. Young werd geboren op 27 oktober 1874 op een kleine boerderij in het dorp Van Hornesville, Stark, New York. De namen van zijn ouders waren Jacob Smith Young en Ida Brandow en zij werkten op de boerderij die zijn grootvader bezat. Owen was enig kind, zijn ouders verloren hun eerstgeboren zoon voordat hij werd geboren, en zijn geboorte was iets met vreugde. Hij was de eerste man van de familie die een naam had die niet bijbels was sinds ze voor het eerst waren aangekomen in 1750, verdreven uit de Palts in Duitsland door voortdurende oorlog en religieuze vervolging. Ze werden opgenomen door de protestantse koningin Anne in Engeland, in 1710 naar New York gestuurd om op te treden om de Britse vloot langs de Hudson-rivier te voorzien van zeevoorraden, en uiteindelijk naar het noorden en westen te trekken, land innemend van de indianen voordat ze zich vestigden langs de rivier de Mohawk. De 'D' in zijn naam was meer voor versiering dan iets anders, en staat dus nergens voor.
Owen ging in het voorjaar van 1881 voor het eerst naar school. Hij was zes jaar en had altijd al een neiging gehad tot boeken en studeren. Hij had een leraar, Menzo McEwan, die hem jarenlang lesgaf, en hij zou er uiteindelijk verantwoordelijk voor zijn dat Owen naar East Springfield ging, een van de weinige middelbare scholen die hij zich kon veroorloven. Natuurlijk was het niet te dicht bij Van Hornesville, dat in de buurt weinig mogelijkheden voor voortgezet onderwijs had. Dit bracht hem weg van de boerderij, waar zijn hulp nodig was, maar zijn ouders steunden zijn streven naar onderwijs tot het punt dat ze later een hypotheek op de boerderij namen om hem naar de St. Lawrence University in Canton, New York te sturen.
Hij trouwde met Josephine Sheldon Edmonds (1870-1935) op 13 juni 1898 in Southbridge, Massachusetts. Na de dood van zijn eerste vrouw in februari 1935 trouwde hij met Louise Powis Clark (1887-1965), een weduwe met drie kinderen.

### Opleiding
East Springfield Academy was een kleine gemengde school en Young genoot enorm van zijn tijd daar, maakte vrienden voor het leven en probeerde alle reünies bij te wonen. St. Lawrence was een klein instituut dat worstelde om te overleven en dat zowel geld als studenten nodig had en Owen Young was een goede kandidaat. Het was echter nog steeds duur genoeg om enige aarzeling te veroorzaken. Nu zijn vader ouder werd, was Owen meer dan ooit nodig op de boerderij. Zijn ouders werden uiteindelijk overtuigd door de voorzitter van het college.
Het was daar dat Young als persoon kon groeien, zowel in zijn opleiding als in zijn geloof. Hij ontdekte universalisme, dat meer intellectuele vrijheid mogelijk maakte, los van de somberheid en het hellevuur dat andere christelijke sekten doordringt. Young bleef een student vanaf september 1890 voordat hij op 27 juni 1894 afstudeerde aan de St. Lawrence University. Hij voltooide de driejarige rechtenstudie aan de Boston University in twee jaar en studeerde cum laude af in 1896.
Na zijn afstuderen trad hij in dienst bij advocaat Charles H. Tyler en tien jaar later werd hij partner bij dat advocatenkantoor in Boston. Ze waren betrokken bij rechtszaken tussen grote bedrijven. Tijdens zijn studie werd hij niet alleen een broer van de Beta Theta Pi-broederschap, maar hij ontmoette ook zijn toekomstige vrouw Josephine Sheldon Edmonds, die in 1886 was afgestudeerd aan Radcliffe College. Hij trouwde met haar in 1898, en zij schonk hem uiteindelijk vijf kinderen.

### Carrière
In 1922 werd hij de directeur van General Electric (GE) en werd in hetzelfde jaar benoemd tot eerste voorzitter, een functie die hij tot 1939 bekleedde. Onder zijn leiding en samen met directeur Gerard Swope ging GE over op de uitgebreide productie van elektrische huishoudelijke apparaten, waardoor het bedrijf werd opgericht als een leider op dit gebied en het versnellen van de massale elektrificatie van boerderijen, fabrieken en transportsystemen in de VS.
In 1919 richtte hij op verzoek van de regering de Radio Corporation of America (RCA) op om de dreiging van Britse controle over de radiocommunicatie van de wereld tegen de worstelende Amerikaanse radio-industrie te bestrijden. Hij werd de vergrotingsvoorzitter en bekleedde die functie tot 1929, waarmee hij hielp om de Amerikaanse voorsprong in de ontluikende technologie van radio te vestigen, waardoor RCA het grootste radiobedrijf ter wereld werd. In 1928 werd hij benoemd tot lid van de raad van toezicht van de Rockefeller Foundation in het kader van een ingrijpende reorganisatie van die instelling, waar hij ook tot 1939 lid van was.

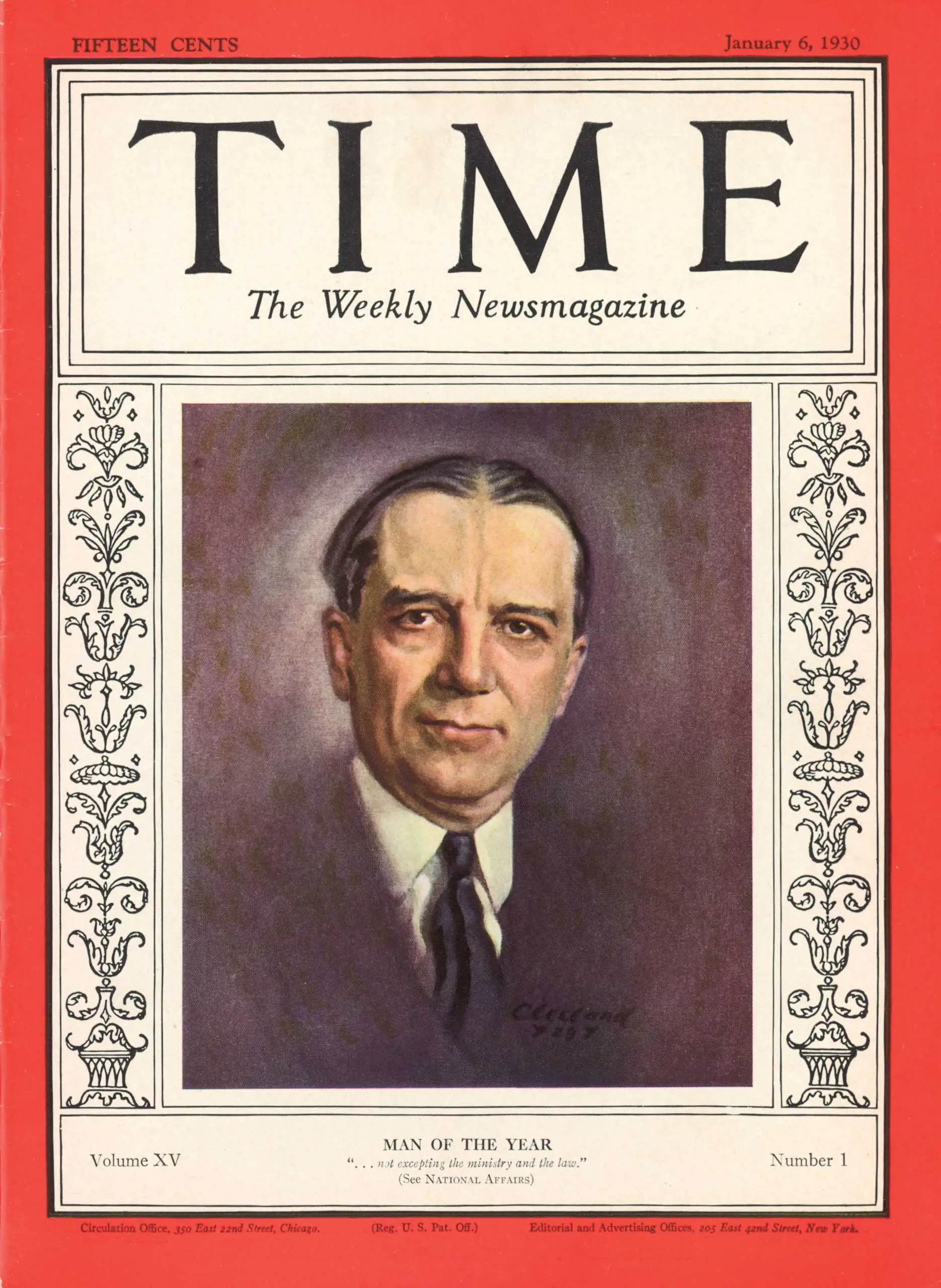
Young als Man of the Year van Time Magazine

Youngs deelname aan de Tweede Industriële Conferentie van president Woodrow Wilson na de Eerste Wereldoorlog markeerde het begin van zijn begeleiding van vijf Amerikaanse presidenten. In 1924 was hij co-auteur van het Dawes-plan, dat voorzag in een vermindering van het jaarlijkse bedrag aan Duitse herstelbetalingen. Aan het eind van de jaren twintig vielen de investeringen terug en bleef Duitsland in gebreke met zijn betalingen. In 1929 kwam een nieuwe internationale instantie bijeen om een programma te overwegen voor de definitieve vrijgave van Duitse verplichtingen; Young trad op als voorzitter. De totale herstelbetalingen van Duitsland werden verlaagd en gespreid over 59 jaarlijkse betalingen. Na het opzetten van dit Young Plan werd Young in 1929 uitgeroepen tot Time Magazine's Man of the Year. Het Young Plan stortte echter in met de komst van de Grote Depressie.
Young speelde ook een belangrijke rol in de plannen voor een staatsuniversiteit in New York. In 1932 was hij een kandidaat voor de Democratische presidentiële nominatie. Hij voerde geen actieve campagne, maar zijn vrienden promootten zijn kandidatuur vanaf 1930 en op de Democratische Nationale Conventie van 1932. Hij stond hoog aangeschreven bij kandidaten Alfred E. Smith en Franklin D. Roosevelt, en sommige congreswaarnemers speculeerden dat ze Young zouden steunen in het geval van een conventieimpasse.

### Pensioen
In 1930 bouwde hij de Van Hornesville Central School in zijn geboorteplaats om alle kleine landelijke scholen in het gebied te consolideren. In 1963 werd het ter ere van hem omgedoopt tot Owen D. Young Central School. Young was lange tijd actief in het onderwijs en was van 1912 tot 1934 een trustee van de St. Lawrence University en was de laatste 10 jaar voorzitter van de raad van bestuur. De belangrijkste bibliotheek van de universiteit is naar hem vernoemd. In 1939 trok hij zich terug op de familieboerderij, waar hij begon met de melkveehouderij. Hij stierf in zijn winterhuis op 11 juli 1962 in St. Augustine (Florida) na enkele maanden van slechte gezondheid.
- Bibsys: 90718405
- Bibliothèque nationale de France: cb10340199p (data)
- CiNii: DA10204459
- Gemeinsame Normdatei: 118808176
- International Standard Name Identifier: 0000 0000 8224 1318
- Library of Congress Control Number: n80149451
- Nationale Bibliotheek van Tsjechië: vse20201070542
- Nationale Bibliotheek van Israël: 987007596958305171
- Nederlandse Thesaurus van Auteursnamen: 134028600
- SNAC: w6mp557d
- Système universitaire de documentation: 156251310
- Virtual International Authority File: 45098619
- WorldCat: E39PBJbtpXGPcpm9gfDwHGyyBP